# Albizia attopeuensis
Albizia attopeuensis är en ärtväxtart som först beskrevs av Jean Baptiste Louis Pierre, och fick sitt nu gällande namn av Ivan Christian Nielsen. Albizia attopeuensis ingår i släktet Albizia och familjen ärtväxter. Inga underarter finns listade i Catalogue of Life.